# Hemigrammus cylindricus

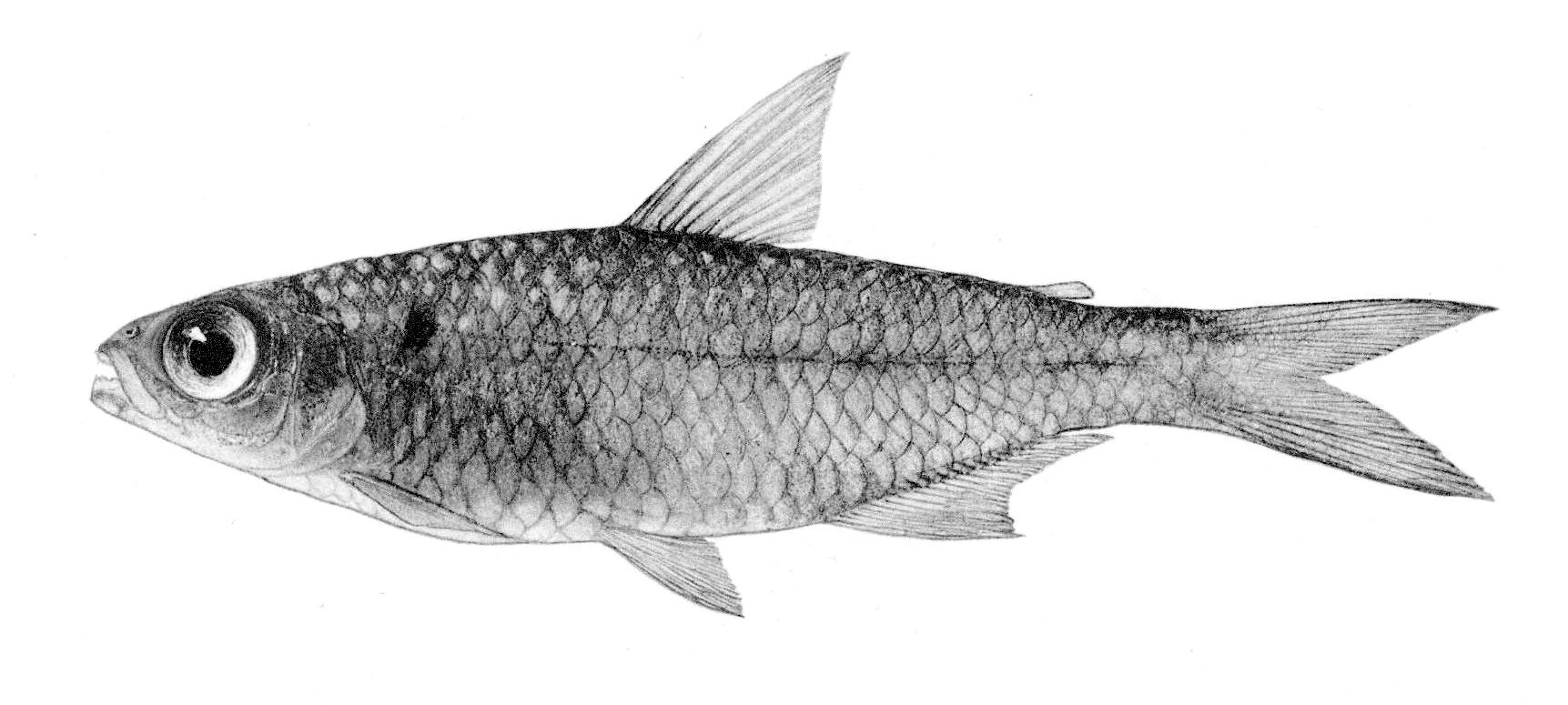
Imatge d'un especimen de Hemigrammus cylindricus.

L'Hemigrammus cylindricus és una espècie de peix de la família dels caràcids i de l'ordre dels caraciformes.

## Morfologia
- Els mascles poden assolir 10,8 cm de llargària total.[4]

## Hàbitat
Viu a àrees de clima tropical.

## Distribució geogràfica
Es troba a Sud-amèrica, al riu Essequibo.